# مسجد المنصورة
مسجد المنصورة موجود بمدينة المنصورة، التي شيدها الملوك المرينيون. مكنت الحفريات من إعادة وضع تصميم المسجد الذي بناه السلطان أبو يعقوب سنة 1303 وأعاد أبو الحسن زخرفة بابه الرئيسي سنة 1336.

## التاريخ
أسس السلطان أبو يعقوب يوسف في عام 698 هجري / 1299 ميلادي معسكرًا من أجل حصار تلمسان؛ سُمي الموقع «بالمحلة المنصورة» بسبب منعته وتحصيناته القوية، حيث قام السلطان ببناء قصر ومسجد ومساكن مخصصة للعسكر ولموظفي المعسكر، ونتيجة هذا الحصار تحولت كل أعمال التجارة إلى المنصورة التي شهدت تطوراً هامّاً. هجر المرينيون المنصورة بعد اغتيال السلطان أبي يعقوب، وهُدمت جزئيا من طرف المحاصَرين. وفي عام 735 هجري / 1335 ميلادي، قام السلطان أبو الحسن بحصارٍ ثانٍ لتلمسان، استسلمت على إثره المدينة المحاصرة، وأصبحت المنصورة، لفترة من الزمن، المقر الرسمي للسلطة المرينية في المغرب الأوسط.

## الوصف
يتم الدخول إليه عبر 13 بابا وهو محاط بسور، ويتوفر على صحن مربع الزوايا تتوسطه فسقية وتحيط بجنباته أروقة ثلاثية من جهتي الغرب والشرق تشكل امتدادا لبلاطات قاعة الصلاة ورواق واحد من جهة الشمال.

### قاعة الصلاة
تضم قاعة الصلاة التي تنفتح مباشرة على الصحن 13 بلاطا موازيا لجدار القبلة تتوقف على مستوى الصف الثالث قبل بلوغ المحراب، لتمنح تصميما عرف سابقا في سامراء بمسجد بيبرس (القرن 13م). بجوار المحراب، يمتد فضاء مربع على طول ثلاثة بلاطات تعلوه قبة ومن المحتمل أن الأمر يتعلق بالمجال الذي كانت تحتله المقصورة. أما المحراب فهو عبارة عن غرفة صغيرة الحجم ومستطيلة ملتصقة بخارج الجدار، وبجانبيها ينفتح بابان يؤديان إلى غرفتين صغيرتين.

### المئذنة
تلتصق المئذنة المربعة الزوايا بالسور الشمالي في محور المحراب، ولم يتبق منها إلا أربع مستويات. أما زخارفها فتملأ إطارات مستطيلة وتتداخل فيه الفتحات والعقود المفصصة المسدودة. وفي الواجهة الشمالية تنتشر شبكة من المعينات المصنوعة من الآجر البارز والتي كانت فيما قبل مغطاة بالزليج.
تتخذ مئذنة المنصورة شكلا مربعا وهو شكل تتجسد أقدم أمثلته في منارات الجامع الأموي بدمشق التي استوحت تصميمها من الأبراج الرومانية لمعبد زحل التي بنيت على قواعدها. تعد مئذنة المنصورة من أعلى مآذن الجزائر، وتتشكل نواتها الفارغة من عدة غرف متدرجة.
وحسب الباحث لزين فإن أقدم مثال لمئذنة من هذا الشكل تتجسد في منار سوسة الذي يستقي أصوله من المنار العتيق للبتيس ماغنا. كان الموحدون قد تبنوا هذا الشكل الهندسي في مسجد الكتبية وجامع حسن والخيرالدا باشبيلية. كما كان الصعود إلى أعلى هذه المآذن يتم بواسطة مدارج مائلة مبنية على قباب أسطوانية مستطيلة تحملها وتنتهي بقباب ذات زوايا بارزة لا زالت أثارها بادية للعيان.

### الباب الرئيس
يحمل الباب الرئيسي للمسجد، والذي هو في نفس الوقت مدخل المئذنة، مميزات الأبواب الموحدية. فهو ينفتح بواسطة عقد متجاوز تعلوه حنيتا عقد مفصصة، تندرج كلها داخل إطار مستطيل. يرتكز القوس على عمودين صغيرين من المرمر، ويحمل في إحدى جنباته نقيشة مكتوبة بالخط الأندلسي.
تزين صدفيتان بارزتان الزوايا العلوية للإطار، وهما عنصران كانا شائعي الاستعمال في العهود القديمة، بينما تعرضت الخرجة التي كانت تعلوه للتلف، وتظهر البقايا الأثرية أنها كانت محمولة بواسطة مقرنصات منقوشة من الحجارة وتحدها من الجانبين حاملتا إفريز متقنتا الصنع. يحمل هذا الباب تأثيرات موحدية منبثقة من باب قصبة الوداية وباب الرواح بالرباط وباب اكناو بمراكش.
«الحمد لله رب العالمين والعاقبة للمتقين. أمر ببناء هذا الجامع المبارك أمير المسلمين المجاهد في سبيل رب العالمين المفدى المرحوم أبو يعقوب بن عبد الحق .»

## الحاضر
اندثرت معالم قلعة المنصورة وكذلك جامع المنصورة الذي بقيت منه فقط المئذنة.لكنه الآن موقع كبير للسياحة.ومن أهم ما في مدينة تلمسان.

## مكتبة الصور

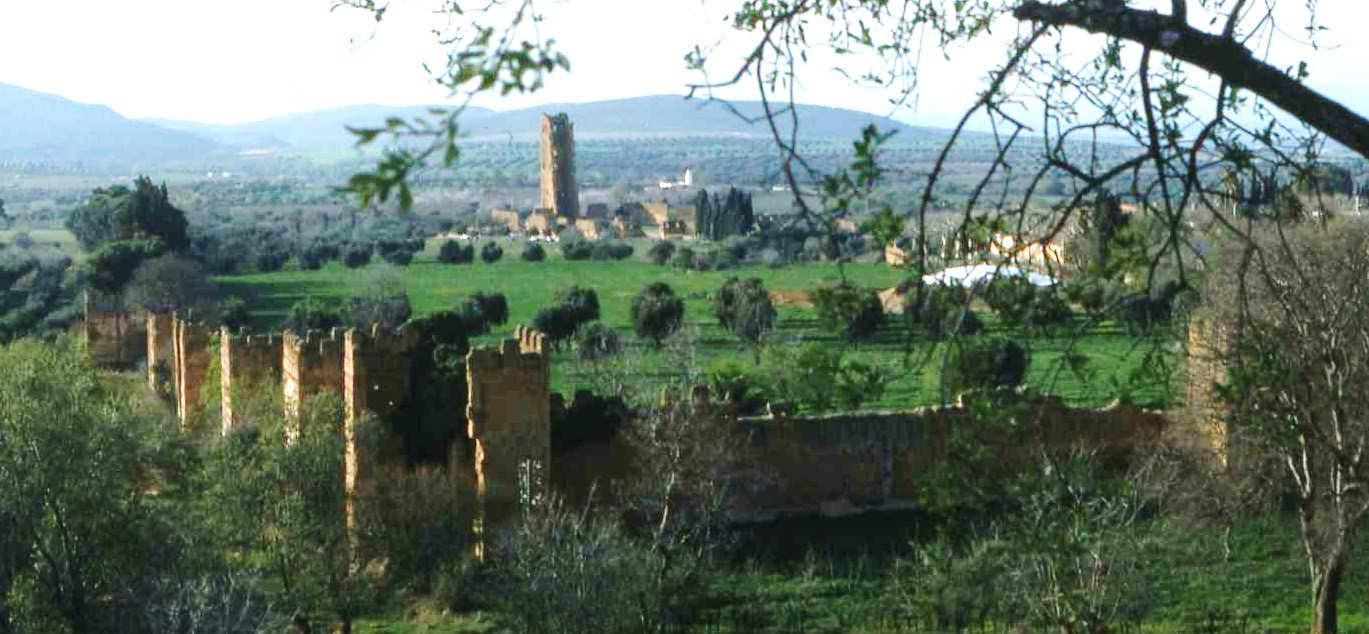
صورة بانورامية لمسجد المنصورة
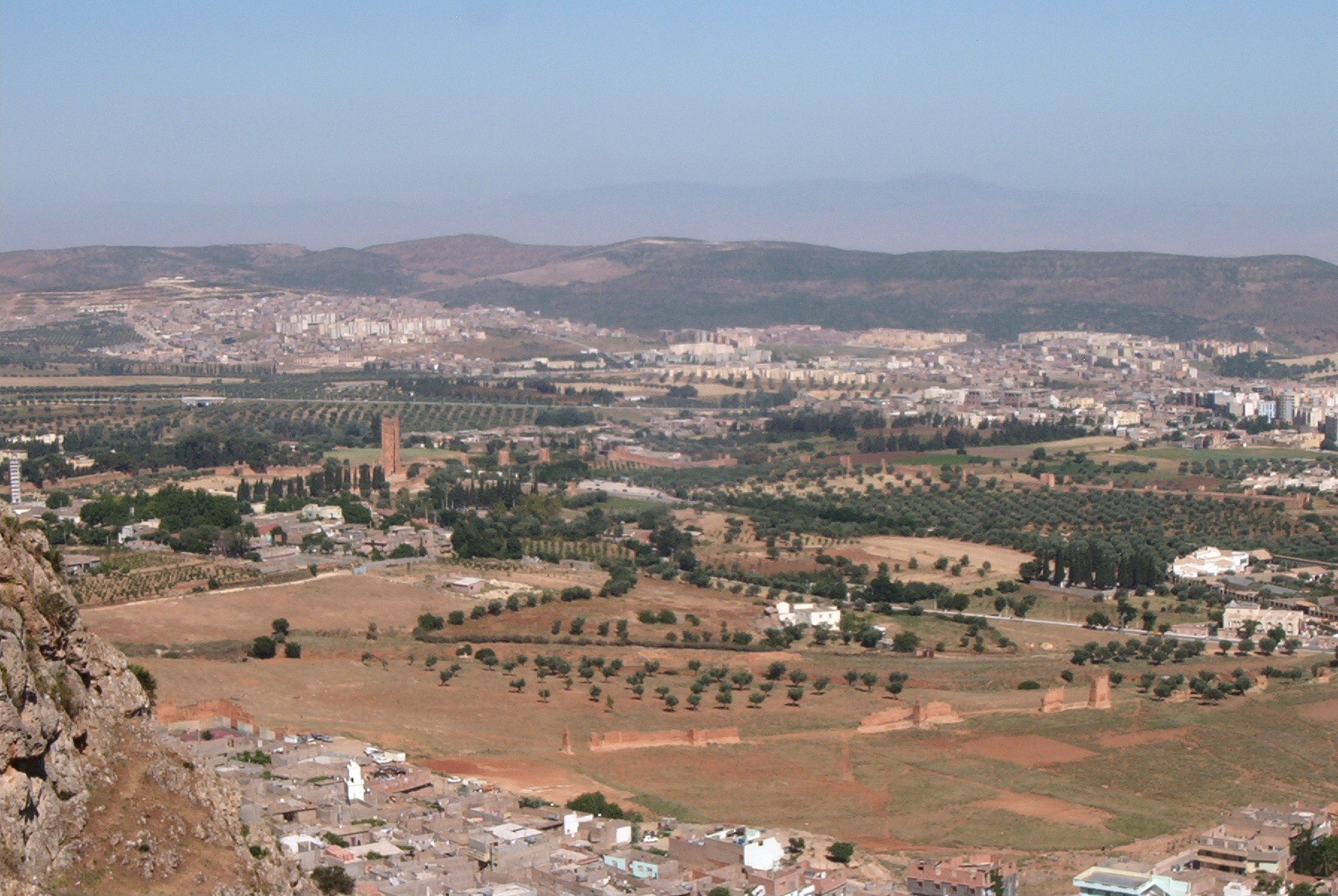
صورة بانورامية لمسجد المنصورة
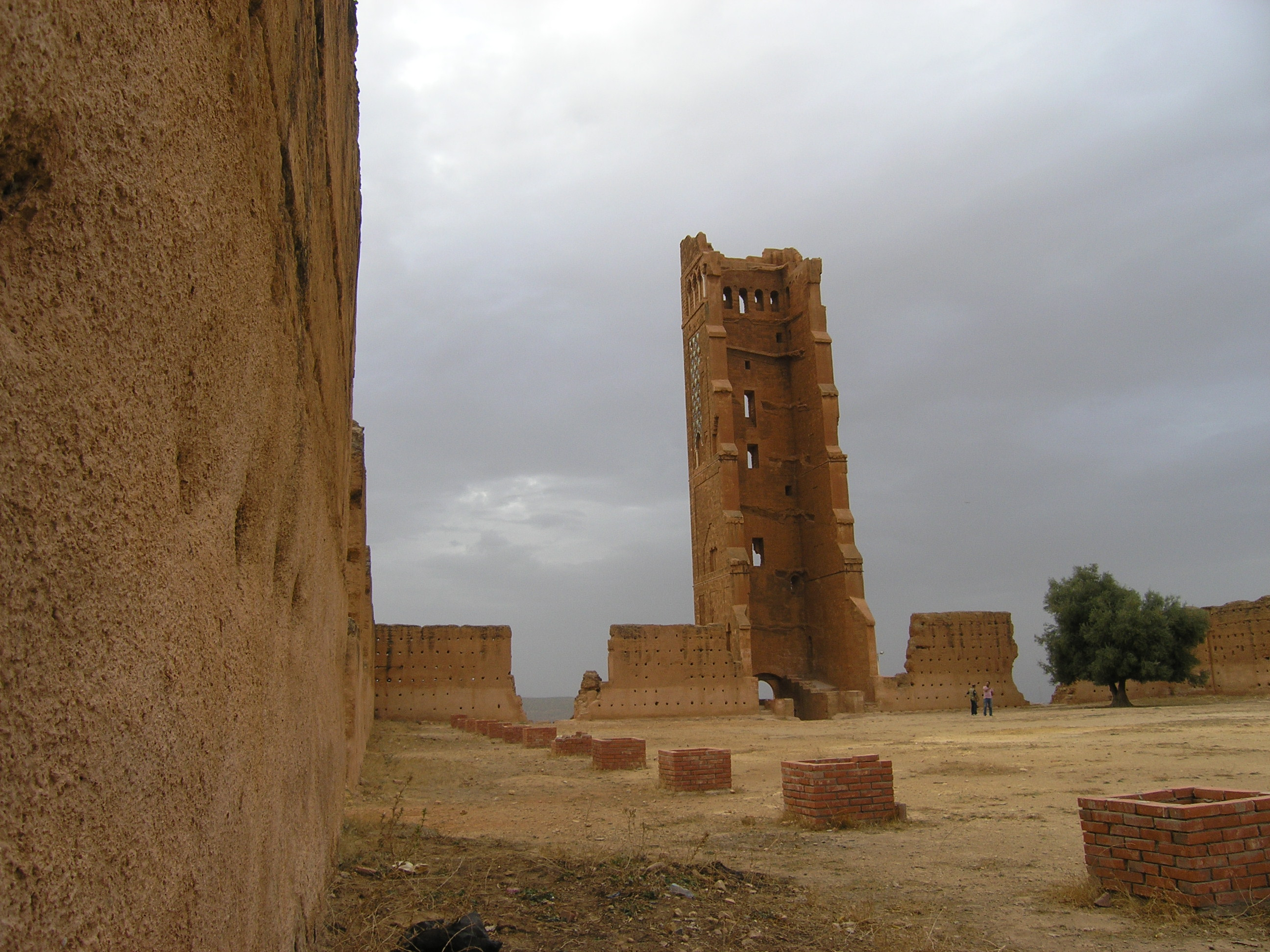
مئذنة مسجد المنصورة
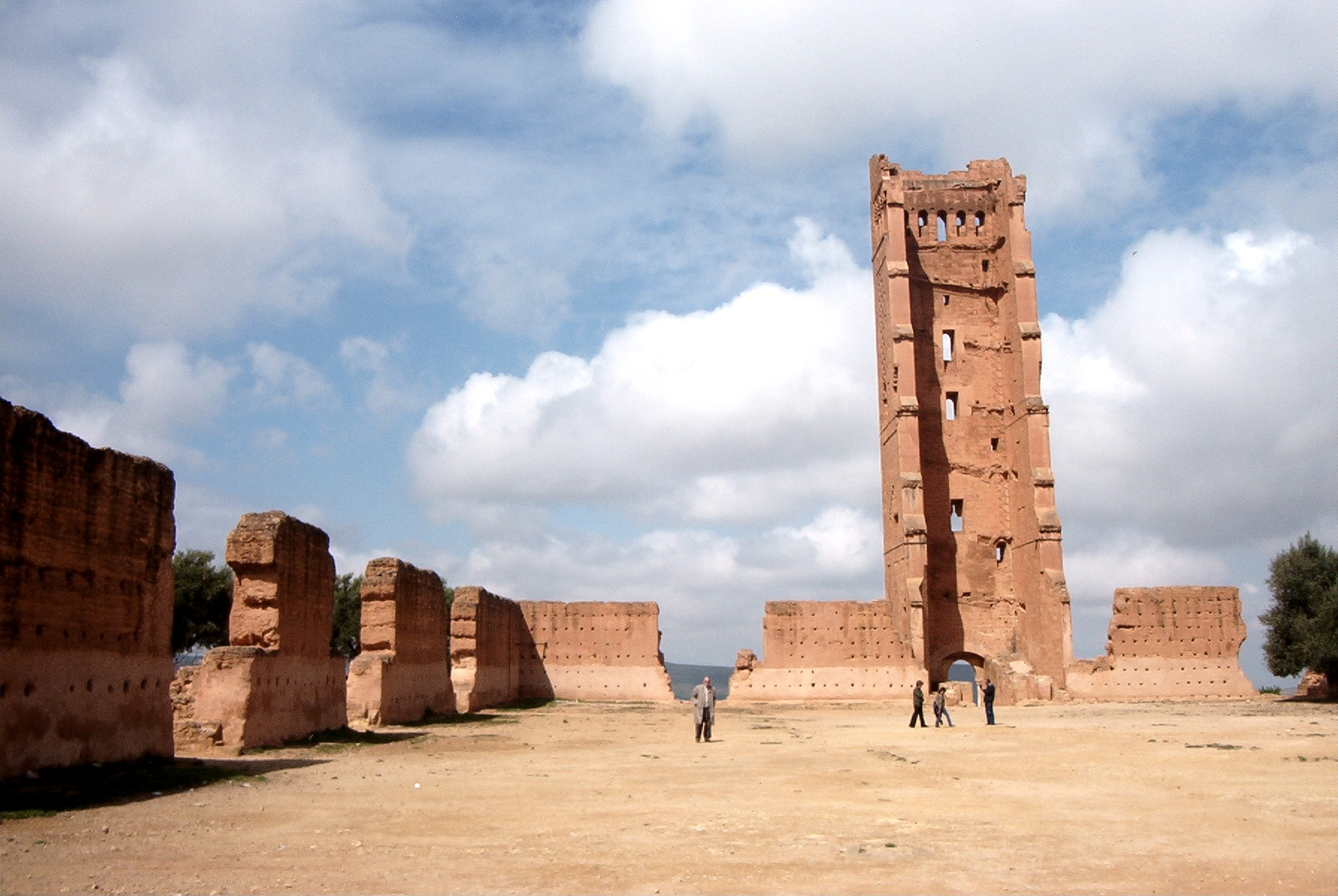
مئذنة مسجد المنصورة
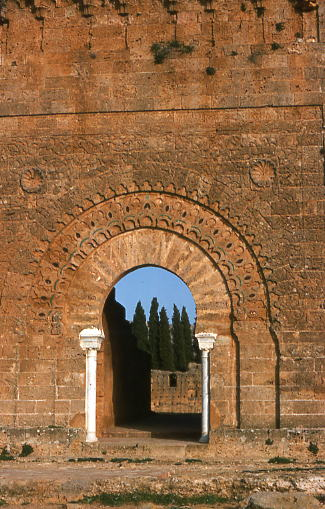
مدخل مسجد المنصورة
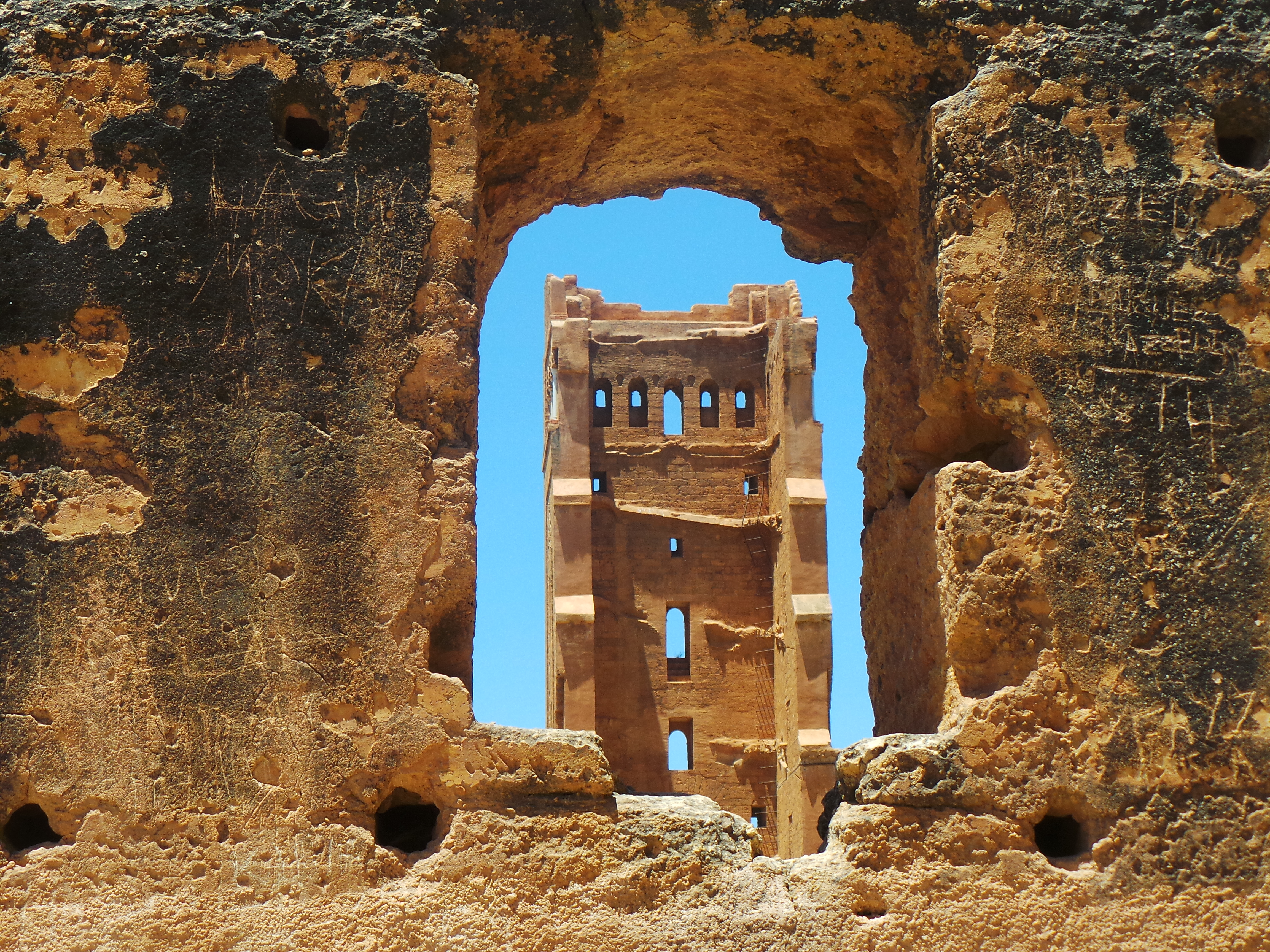
نافذة مسجد المنصورة
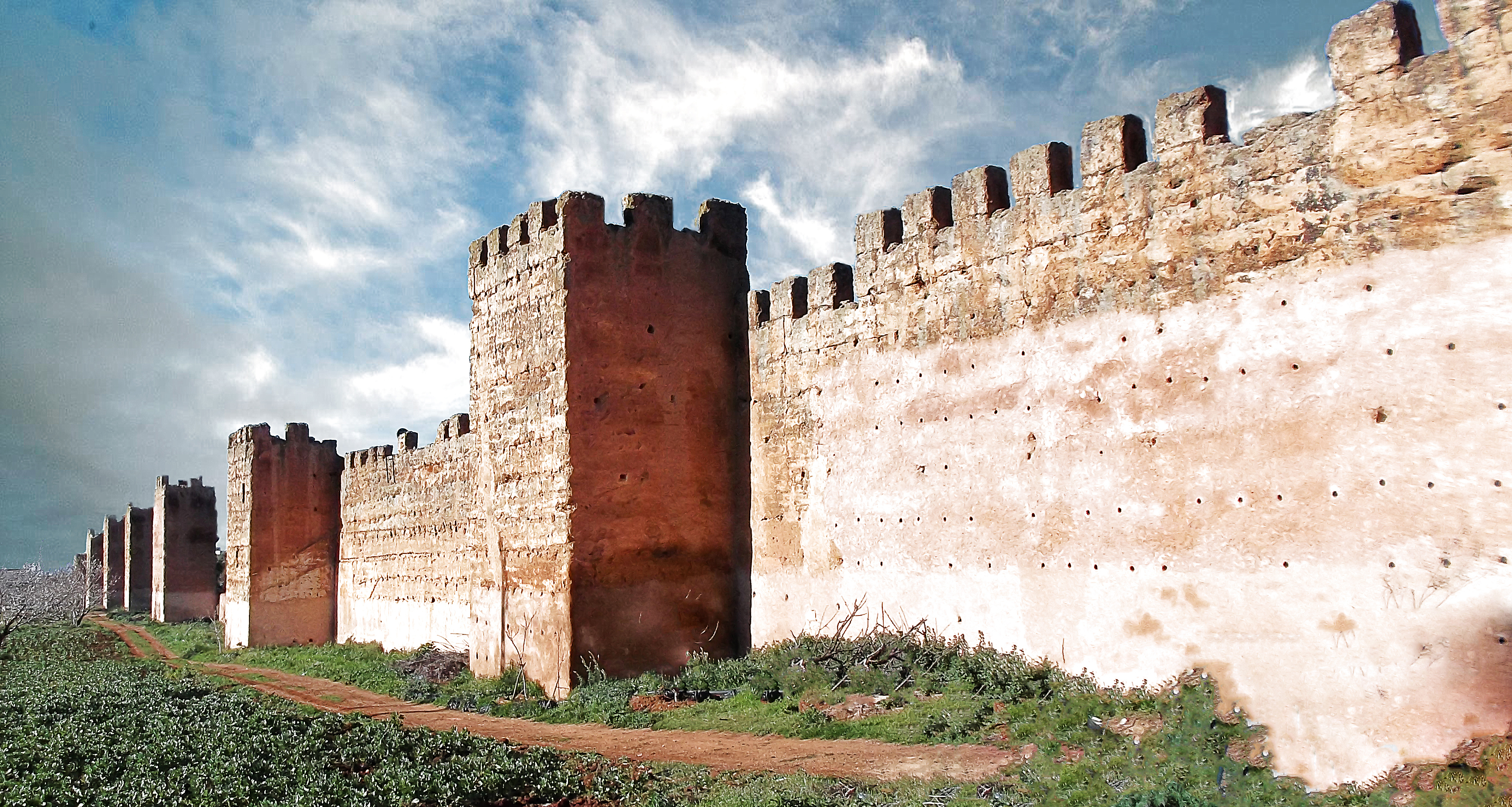
سور مسجد المنصورة
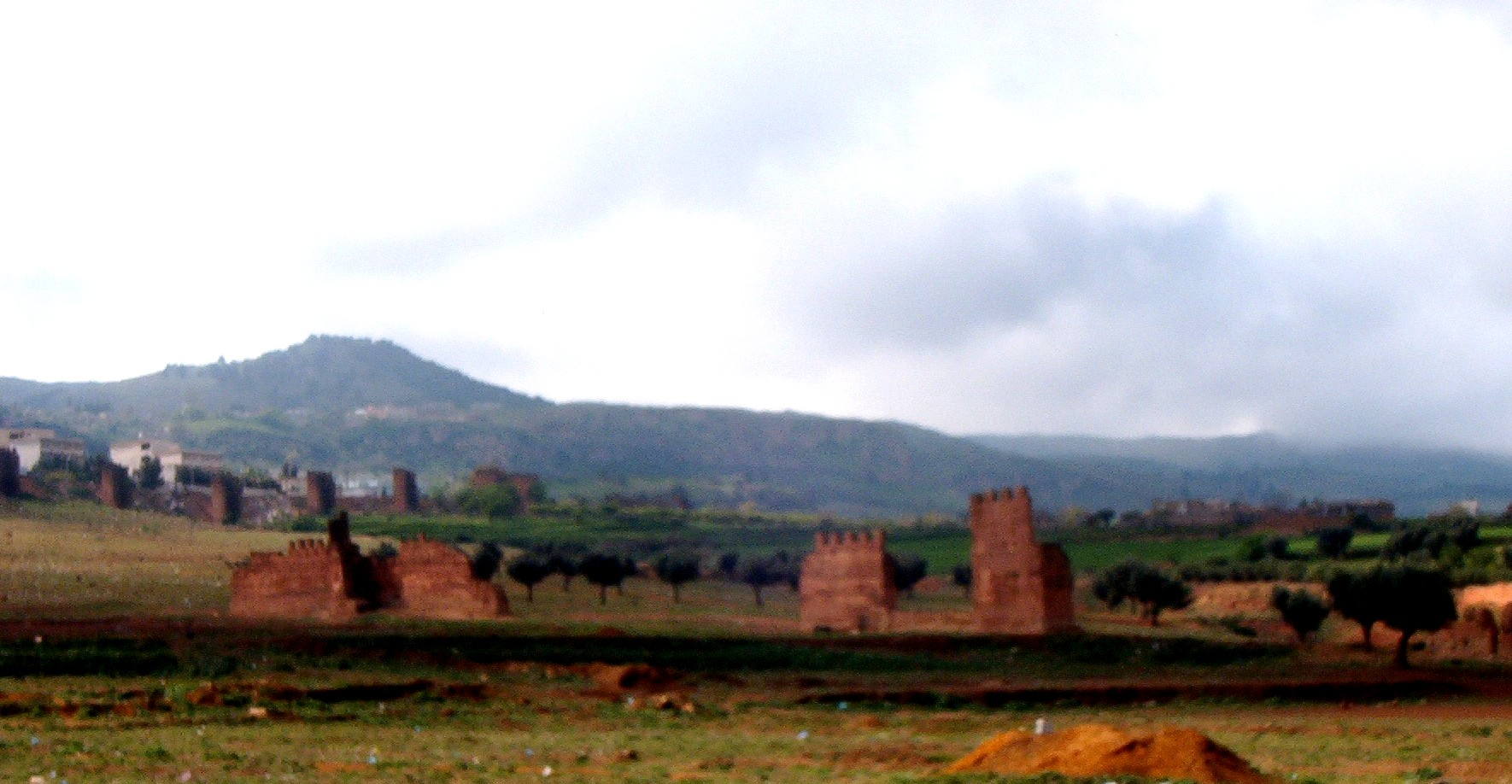
سور مسجد المنصورة
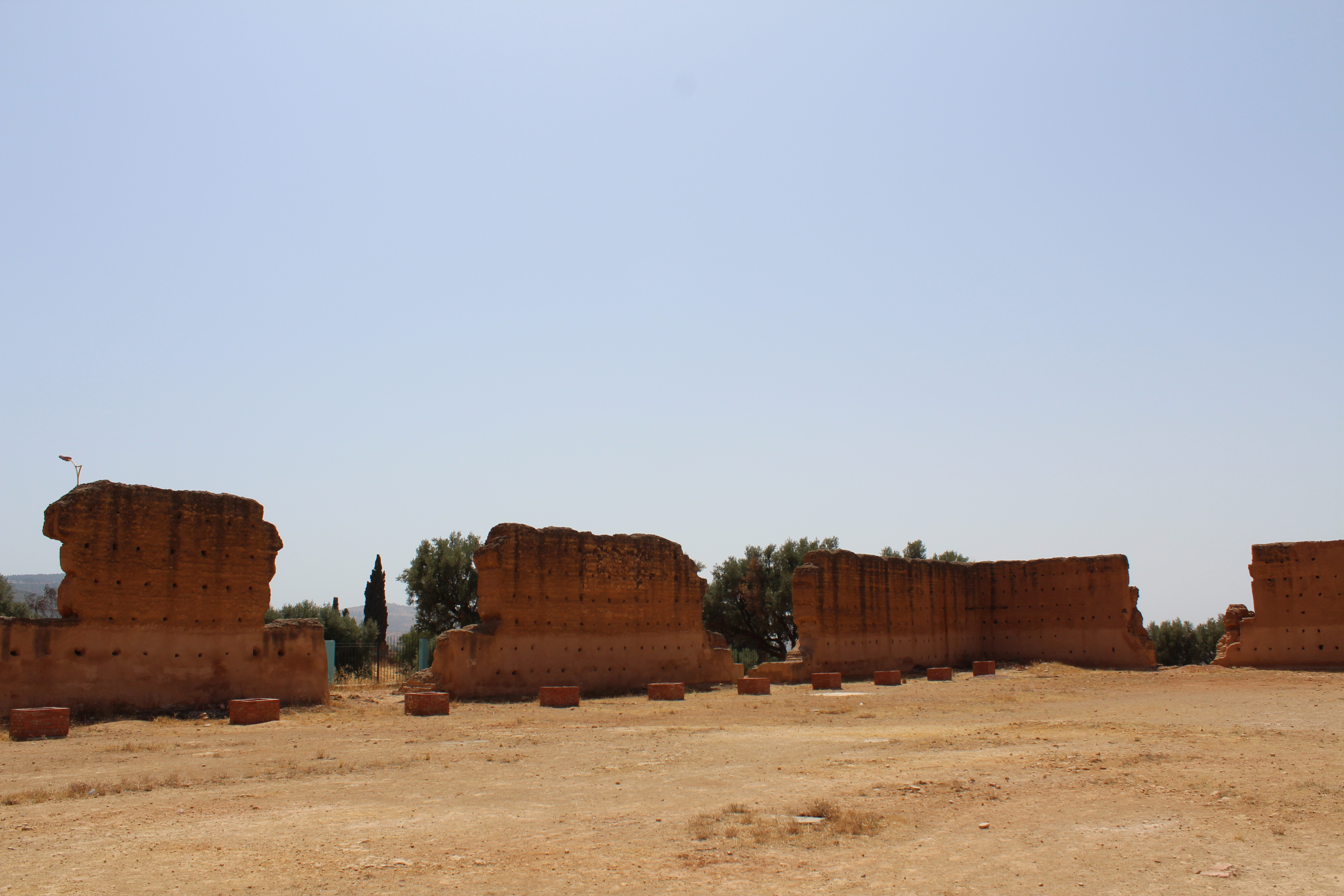
سور مسجد المنصورة
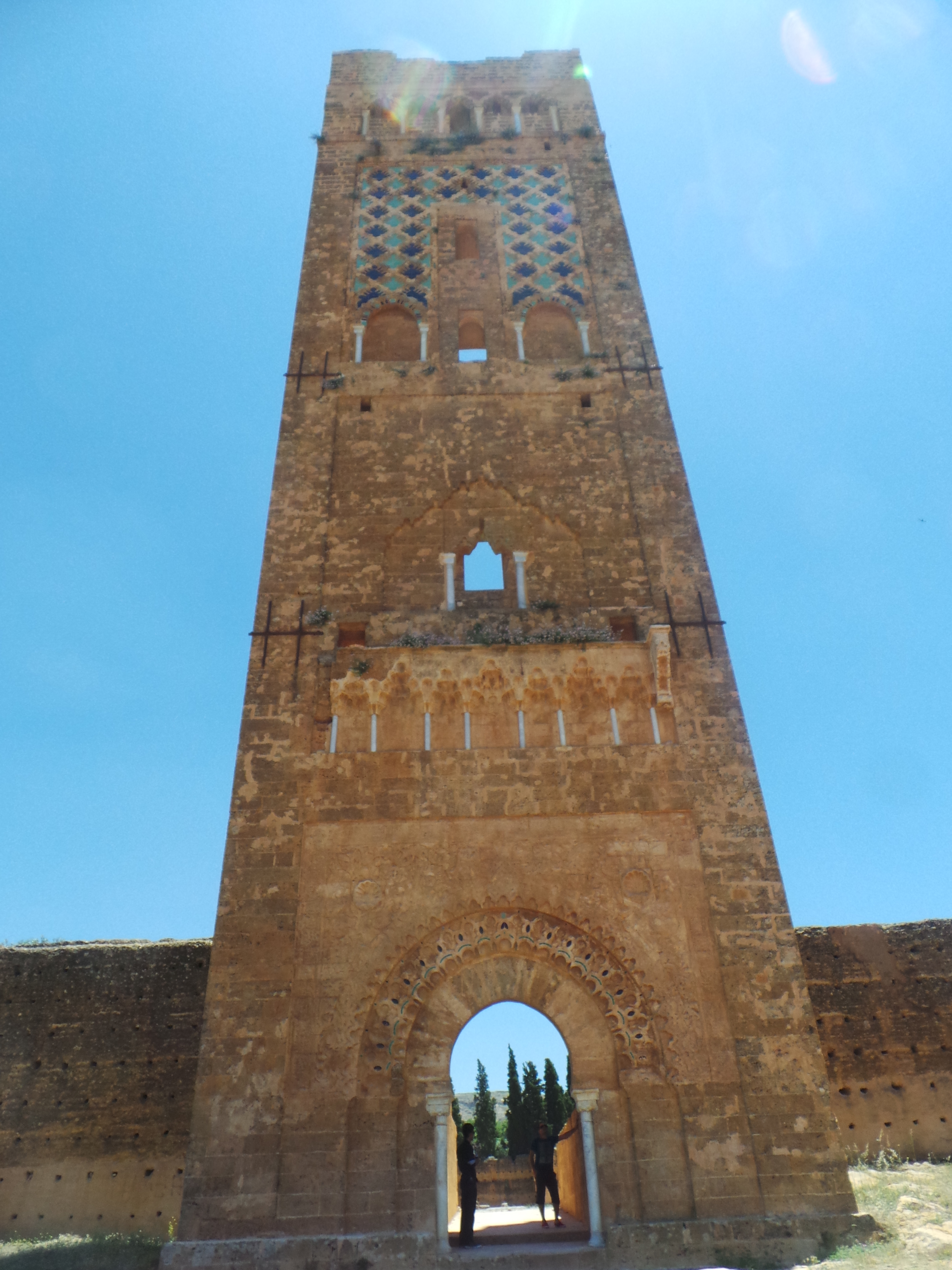
منارة مسجد المنصورة
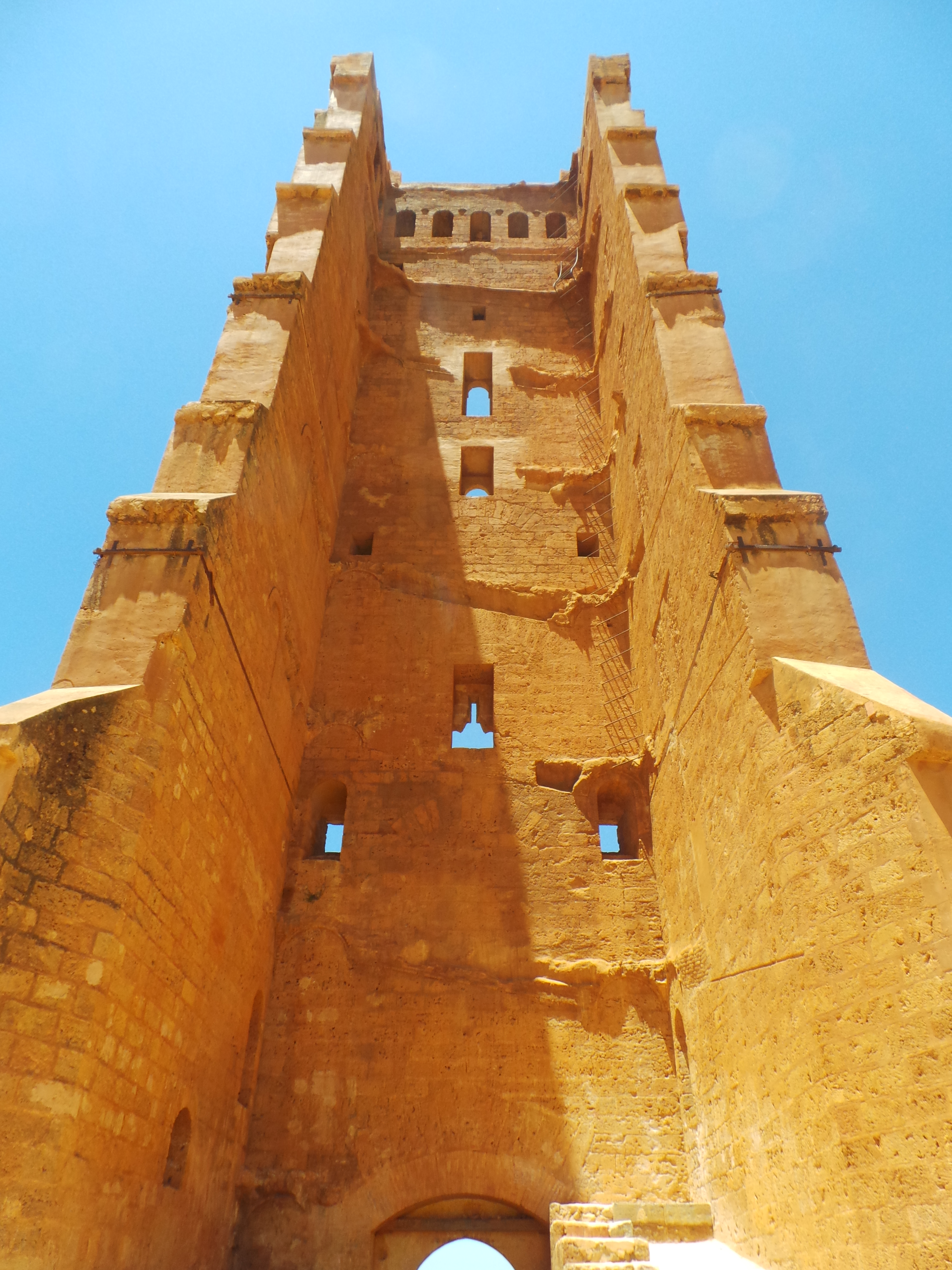
منارة مسجد المنصورة
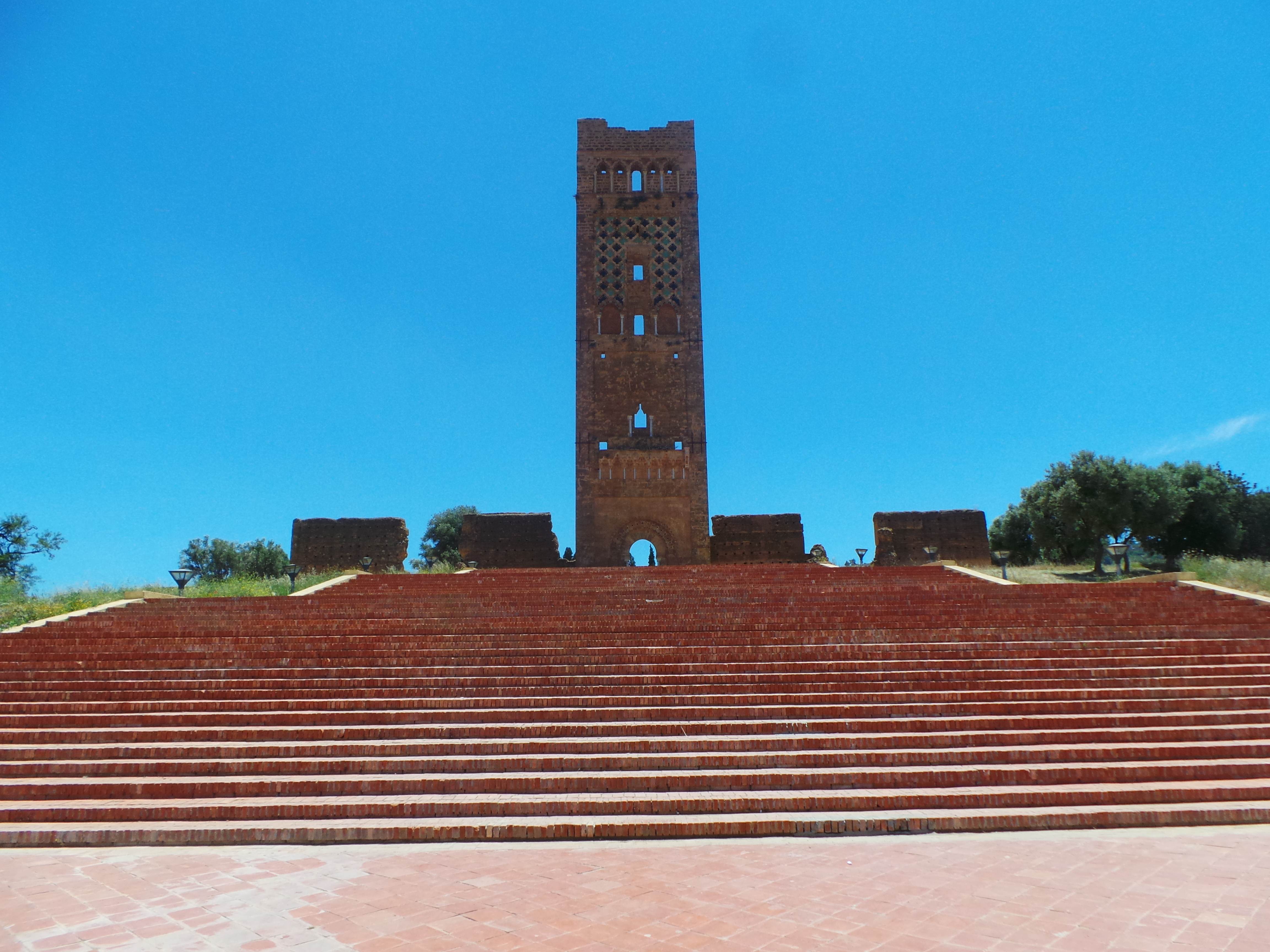
مدخل مسجد المنصورة
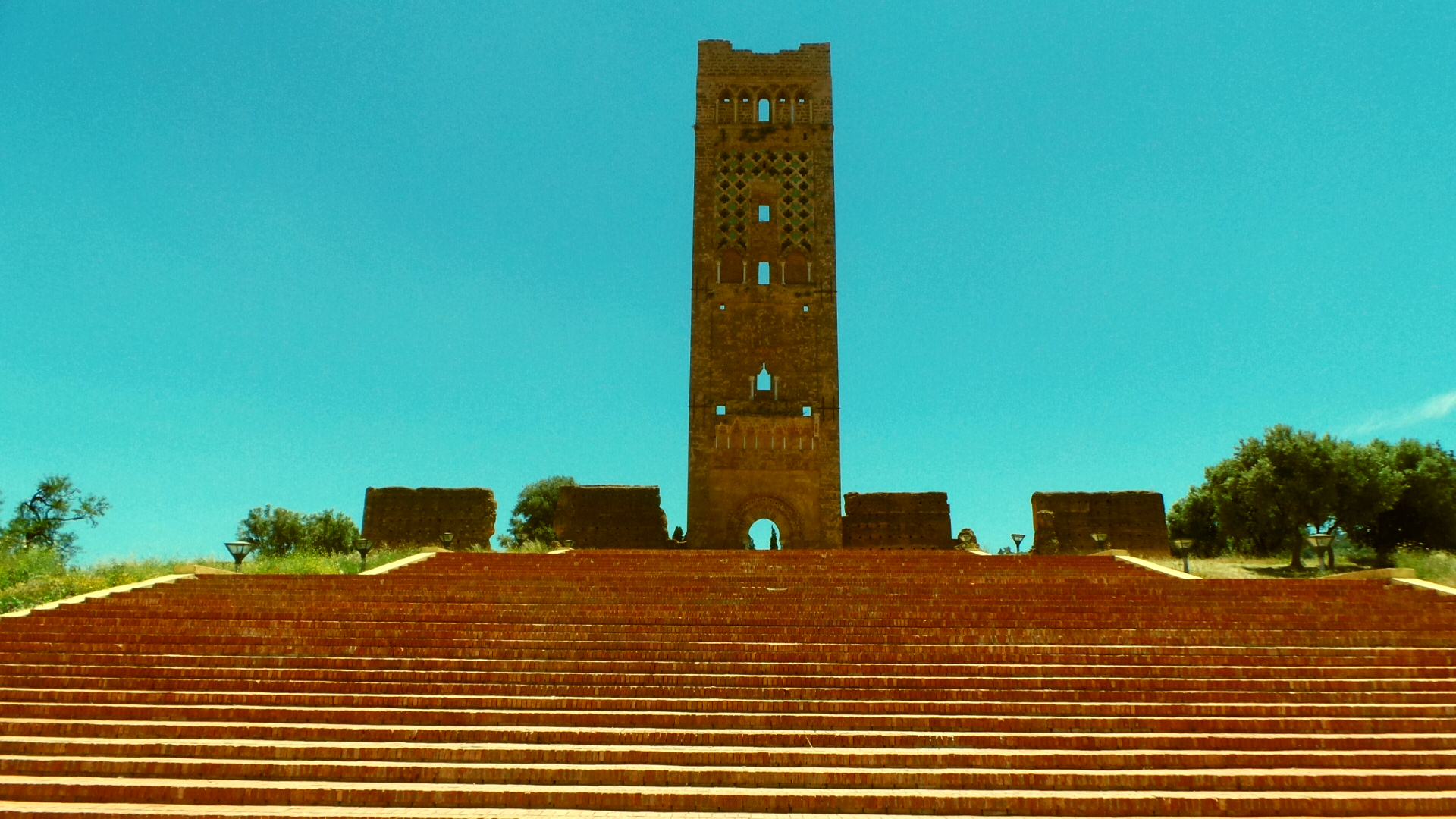
مدخل مسجد المنصورة
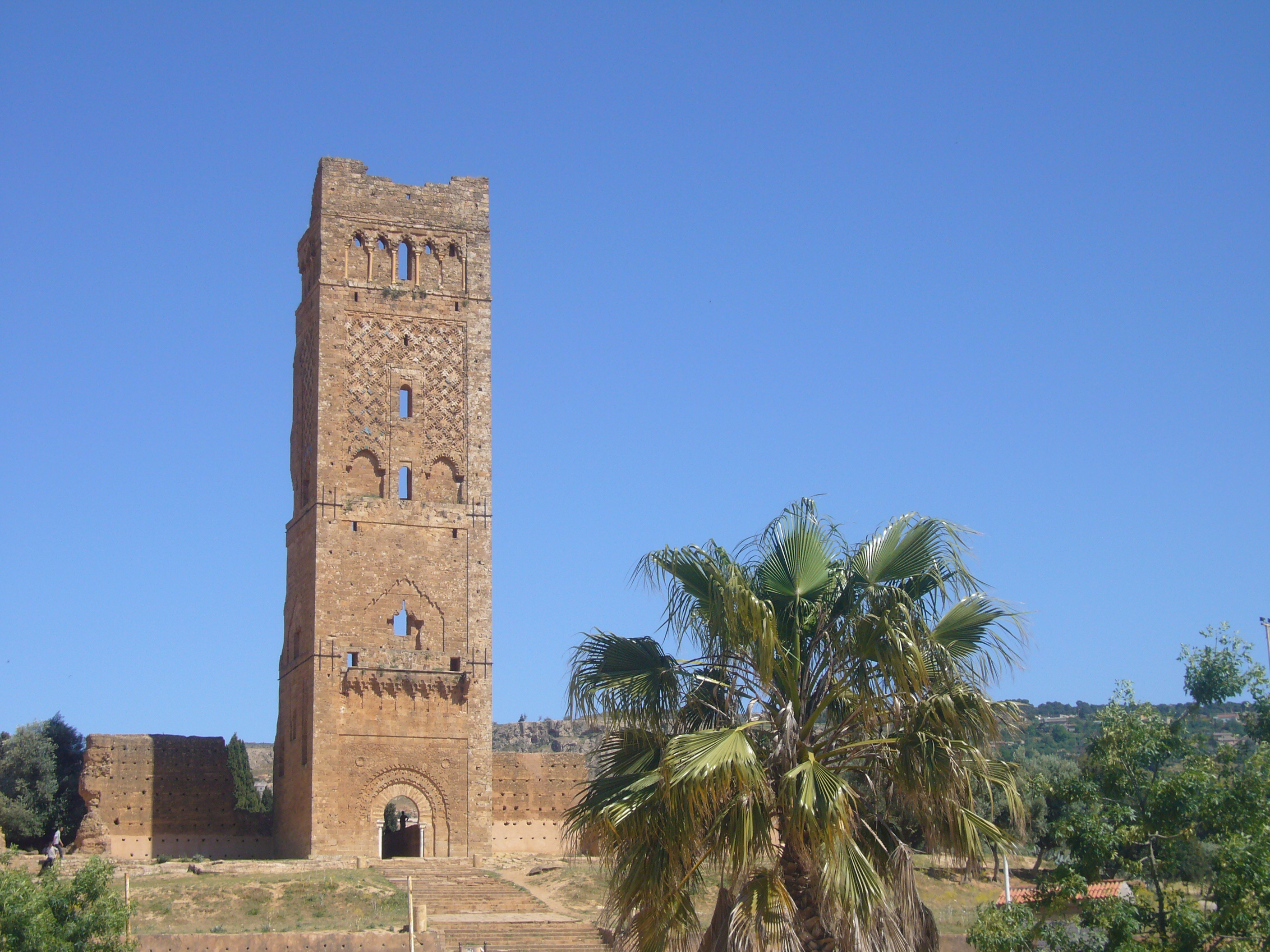
واجهة مسجد المنصورة
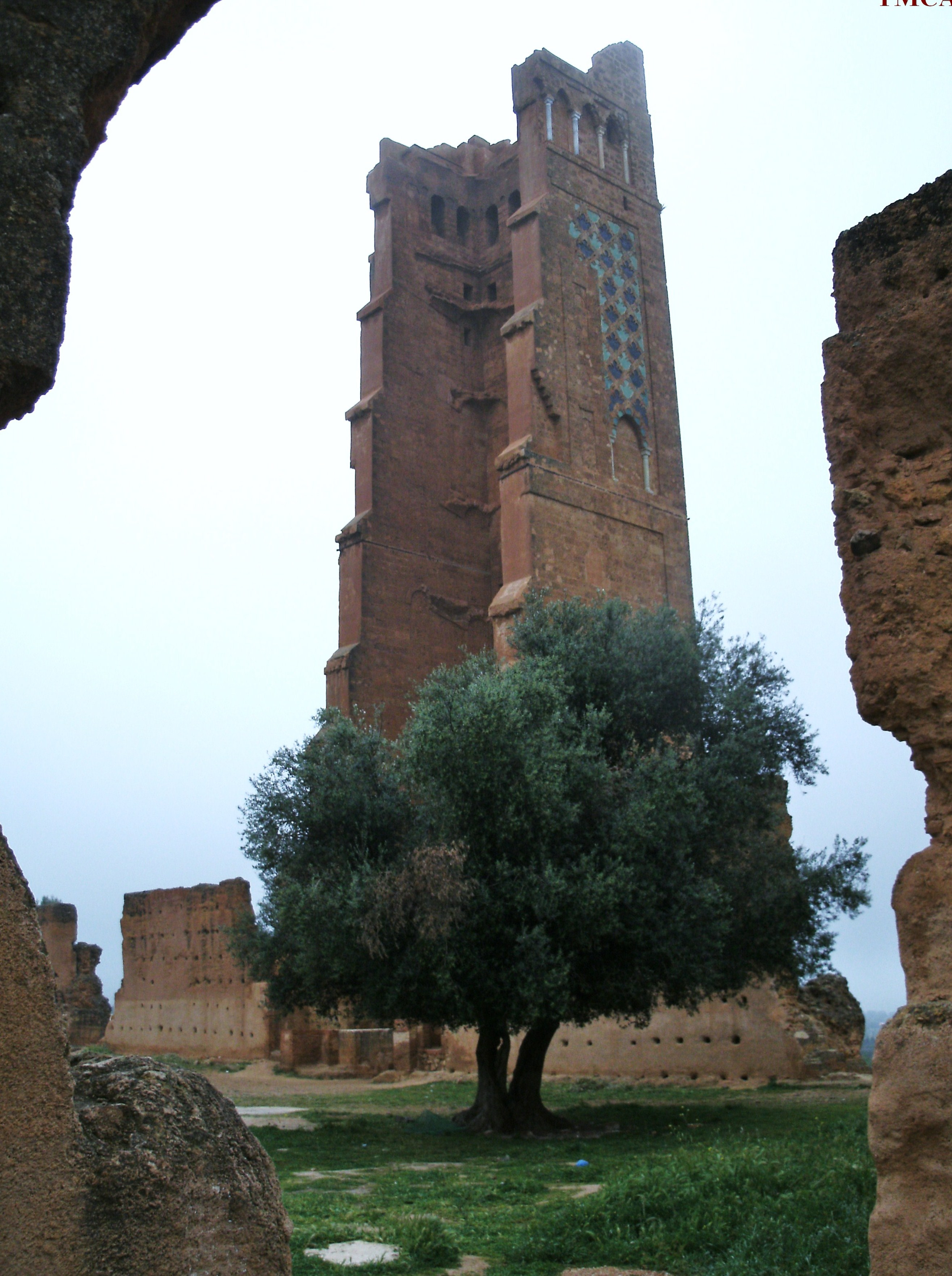
منارة مسجد المنصورة
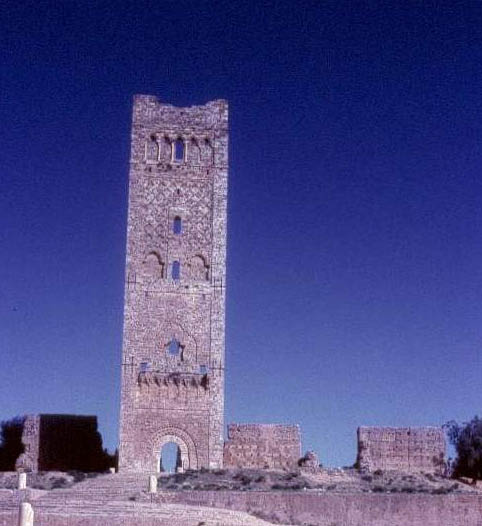
مئذنة مسجد المنصورة

## مواضيع ذات صلة
- المرجعية الدينية الجزائرية
- الحزب الراتب

## المصدر
1. ↑  "Discover Islamic Art - Virtual Museum - monument_ISL_dz_Mon01_6_ar". islamicart.museumwnf.org. مؤرشف من الأصل في 2020-11-16. اطلع عليه بتاريخ 2021-02-20.
2. ↑  "الشاهد الذي تحدى الزمن". الشروق أونلاين. 5 فبراير 2016. مؤرشف من الأصل في 2021-02-20. اطلع عليه بتاريخ 2021-02-20.